# Arcadio de Cesarea de Mauritania
Arcadio de Mauritania o Arcadio de Cesarea de Mauritania (f. 302) es venerado como mártir y santo.  Entre los cronistas, unos suponen que murió en tiempo de Valeriano, hacia el 268; otros, más probablemente, en la persecución de Diocleciano, hacia el 304.
La tradición cuenta que era un eminente ciudadano de la provincia de Caesarea en Mauretania Caesariensis (hoy Cherchell) al que se le obligó a construir estatuas de los dioses romanos. Arcadio se negó pero para no comprometer a sus parientes, se retiró a un lugar solitario. De todas maneras, las fuerzas romanas capturaron a un pariente y, enterado de la noticia, Arcadio se entregó.
El juez lo invitó formalmente a ofrecer sacrificio a los dioses protectores del Imperio. Si así lo hacía, quedaría inmediatamente en libertad. Su leyenda cuenta que sufrió una terrible muerte. El juez ordena que se le corten, uno a uno, todos los músculos de los brazos, de las espaldas y de las piernas hasta los pies. El mártir va ofreciendo el sacrificio de cada uno de sus miembros, pero, durante tan sangriento suplicio, no cesa de bendecir al Señor hasta su muerte. Los paganos se quedaron maravillados de tanto valor y los cristianos recogieron su cadáver y empezaron a honrarlo como a un gran santo.